# Сёстры Букумирович

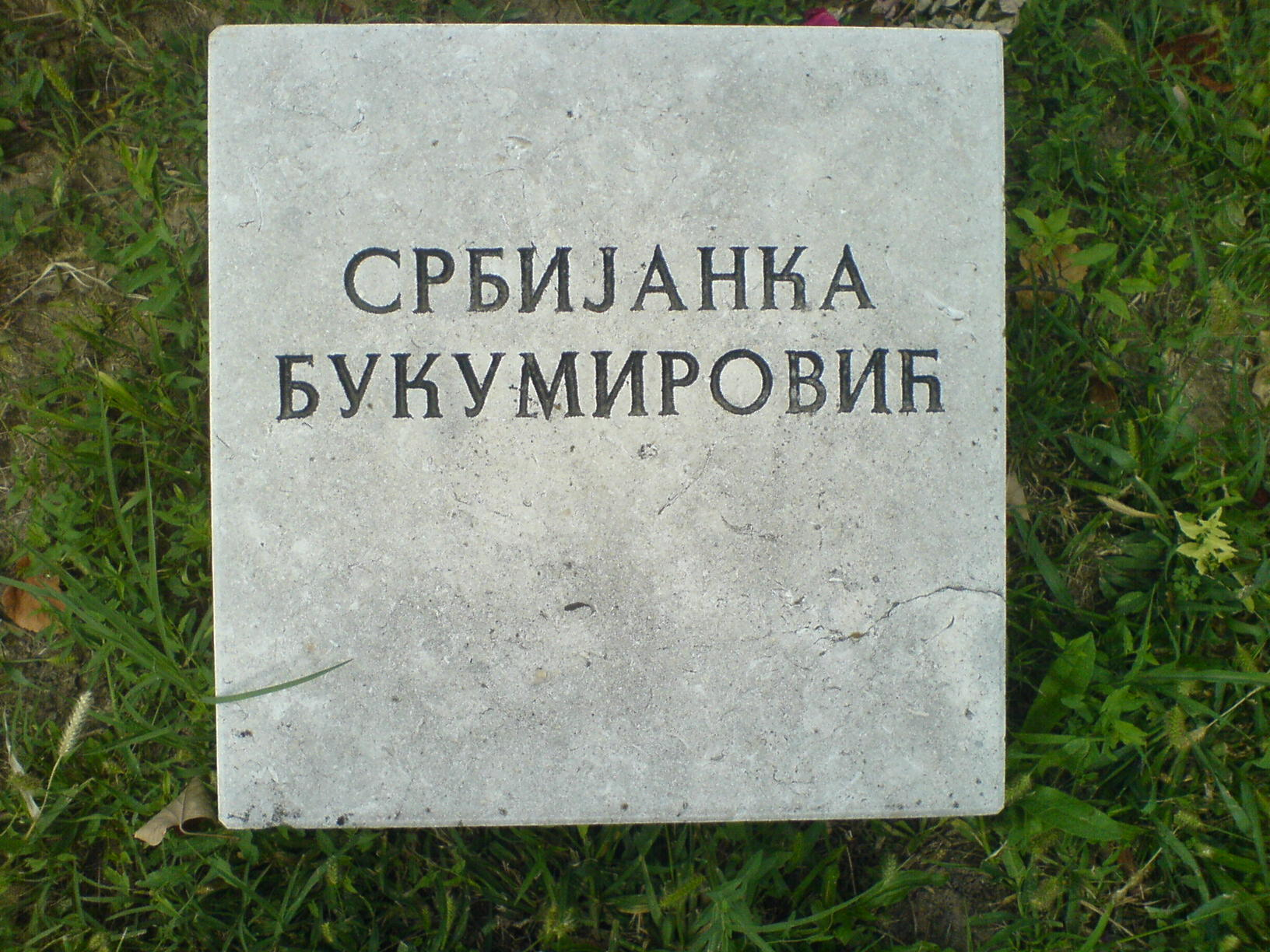
Могила Србиянки Букумирович на Новом кладбище

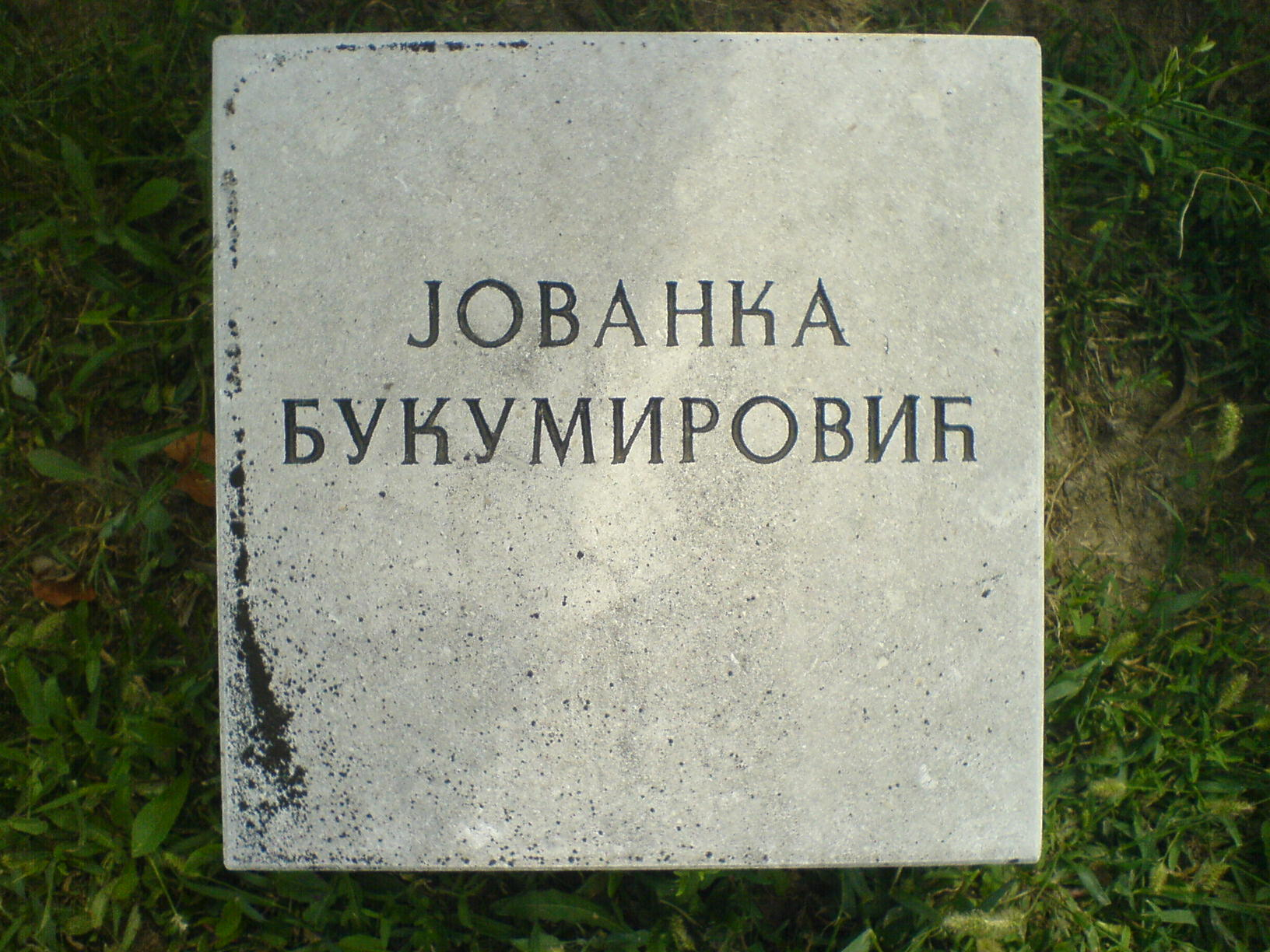
Могила Йованки Букумирович на Новом кладбище

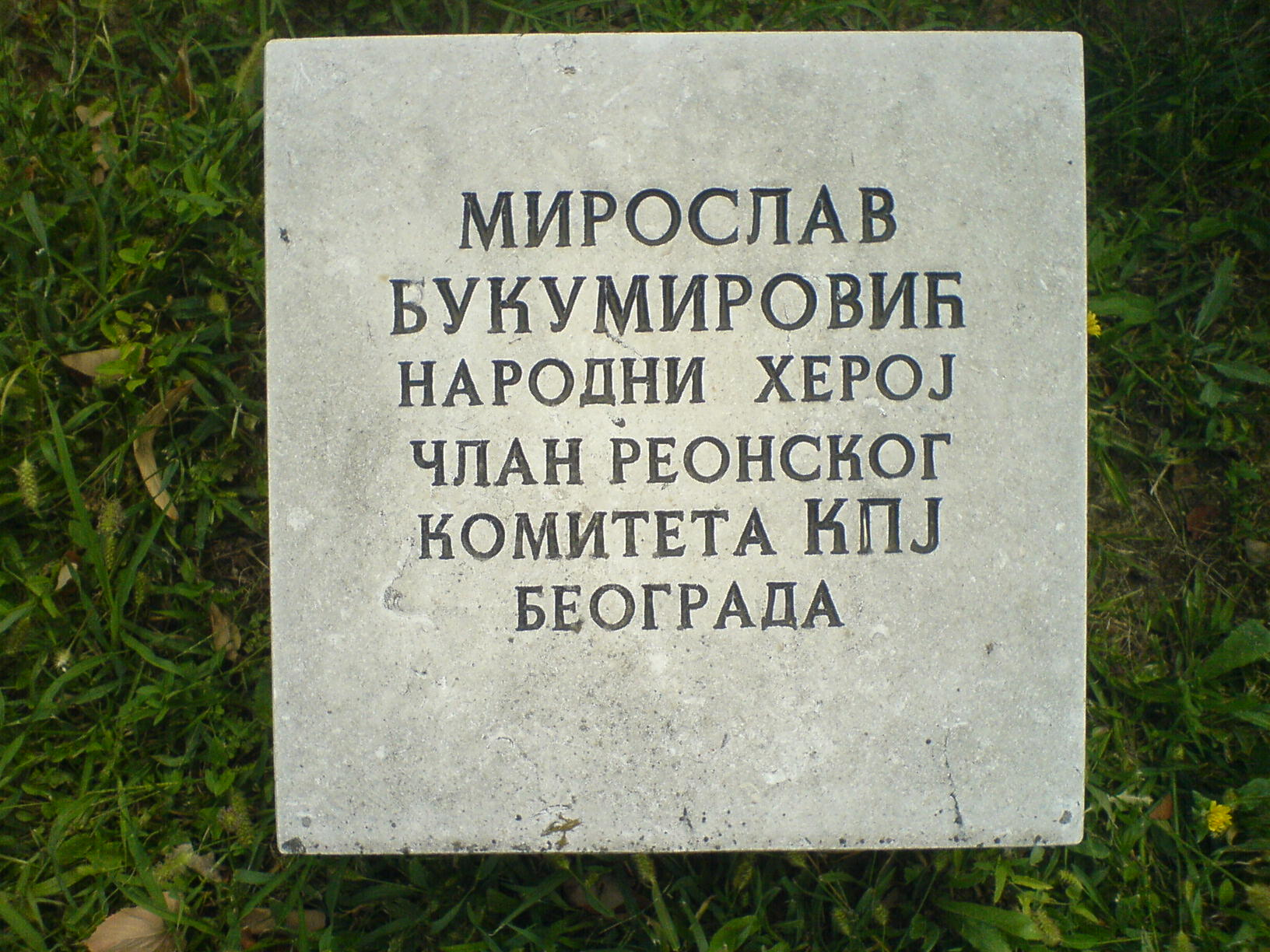
Могила Мирослава Букумировича на Новом кладбище

Сёстры Букумирович (серб. Сестре Букумировић) — пять дочерей учителя Милича Букумировича (серб. Милић Букумировић), которые сражались во время Народно-освободительной войны Югославии на стороне Народно-освободительной армии Югославии, будучи членами партизанского подполья в Белграде. Их звали Србиянка, Йованка, Даница, Видосава и Ружица. Србиянка, Йованка и Ружица были узницами концлагеря Баница. Србиянка и Йованка были расстреляны в Яинцах, Ружица пережила войну.

## Сёстры
- Србиянка Букумирович (в некоторых документах указана как Србислава Букумирович[1]; 1920 — 7 сентября 1944). Студентка медицинского факультета Белградского университета, член Коммунистической партии Югославии. Технический сотрудник Сербского краевого комитета КПЮ, принимала курьеров от партизанских отрядов. Летом с сёстрами Йованкой и Ружицей организовала конспиративную квартиру в доме 7 на Мокролушской улице. В октябре 1943 года арестована и брошена в концлагерь Баница как узник I категории. 7 сентября 1944 года расстреляна на полигоне Яинцы[2].
- Йованка Букумирович (серб. Јованка Букумировић; 1910 — 11 сентября 1944). Учительница. Кандидат в члены Коммунистической партии Югославии, вместе с сестрой Србиянкой была технической сотрудницей Сербского краевого комитета КПЮ. Летом с сёстрами Србиянкой и Ружицей организовала конспиративную квартиру в доме 7 на Мокролушской улице. В октябре 1943 года арестована, квартиру раскрыли благодаря компромату. Отказалась признавать себя виновной и была брошена концлагерь Баница как узник I категории. 11 сентября 1944 года совершила покушение на коменданта концлагеря Кригера и в тот же день расстреляна на полигоне Яинцы[3].
- Ружица Букумирович, в девичестве Джурович (серб. Ружица Букумировић-Ђуровић). В октябре 1943 года арестована и брошена в концлагерь Баница. Будучи узником второй категории, избежала смертной казни[4].
- Видосава Букумирович (серб. Видосава Букумировић). Как и её сёстры, была арестована и пробыла некоторое время в концлагере Баница, но затем была отпущена.
- Даница (Дана) Букумирович (серб. Даница Дана Букумировић). Во время войны Данице направили письмо от Югославских войск на родине с требованием прекратить поддерживать коммунистов как врагов сербского народа[5].

## Память
Помимо сестёр, в войне отличился и их брат Мирослав (1914—1942), студент юридического факультета Белградского университета, член Коммунистической партии Югославии. Член Белградского партизанского подполья, участвовал в захвате шахты Црвени-Брег у Авалы в ночь с 13 на 14 августа 1941 года. В мае 1942 года при попытке прорваться к партизанам он был арестован у села Рашка. На допросах отказался сотрудничать со следствием и, чтобы не выдать соратников по партизанскому движению, выбросился из окна белградской мэрии и разбился насмерть. 7 июля 1953 года ему присвоено звание Народного героя Югославии.
После освобождения Белграда останки Србиянки, Йованки и Мирослава Букумировича перезахоронены на Аллее героев Народно-освободительной войны Югославии (она же Аллея расстрелянных патриотов). Именем сестёр Букумирович названы детский сад в белградском районе Вождовац (район) и улица в Вишничка-Бане, именем Мирослава названа начальная школа в деревне Шетоне около Петроваца-на-Млаве.